# Sametinget i Norge
Sametinget er en national, repræsentantiv folkevalgt forsamling for samer i Norge. 
Sametinget styres til daglig af Sametingsrådet, som ledes af sametingspræsidenten. Sametingets parlamentsbygning og hovedadministration ligger i Karasjok.
Sametinget styres efter det parlamentariske princip, at det siddende Sametingsråd baserer sin virksomhed på tillid i plenum. Sametinget er et politisk redskab, som skal styrke samernes politiske stilling og bidrage til en retfærdig behandling af det samiske folk.

## Valg
Alle, som er registreret i Sametingets valgmandtal, Samemanntallet, er valgbare og kan afgive stemme i sametingsvalg. Sametingsvalg og det norske stortingsvalg afvikles på samme dag, hvert fjerde år. 31. maj 2005 var der registreret 12.475 samer i samemanntallet.

## Historie
Første sametingsvalg blev afholdt efteråret 1989, og det første sameting blev erklæret officielt åbnet af H. M. kong Olav V 9. oktober 1989. Sametinget afløste Norsk Sameråd.
I Alta-sagen blev samiske organisationer og norske myndigheder enige om at udrede samiske politiske og kulturelle rettigheder. Sameretsudvalget kom med sin første delindstilling (NOU 23:1984) allerede i 1984, og denne lagde grundlaget til Stortingets vedtagelse i 1987 om en egen samelov og oprettelsen af Sametinget som en følge af dette.
Indtil 1989 og etableringen af Sametinget blev en begrænset samisk selvbestemmelse forvaltet af Norsk Sameråd.

## Sametingets plenum
Der sidder 43 repræsentanter i Sametinget, og der sidder tre eller fire repræsentanter fra hver af de tretten samiske valgkredse.

## Politisk sammensætning (2005-2009)
Norske Samers Riksforbund (NSR) og Arbeiderpartiet (Ap) er de største partier repræsenteret i Sametinget. NSR havde sametingspræsidenten for indeværende periode frem til 26. september, hvor Egil Olli (Ap) blev valgt til ny præsident. Foruden NSR og Ap er resten af repræsentanterne fra mindre partier, som hver har et medlem.
Sverige og Finland har også egne sameting. I 2000 blev Samisk parlamentarisk råd oprettet som et samarbejdsorgan bestående af Norges, Sveriges og Finlands sameting. De russiske samer har observatørstatus.

## Partier
Ved sametingsvalget 2005 opstillede disse partier med lister i en eller flere valgkredse:
- Det norske Arbeiderparti
- Badjeolbmuid Listu
- Finnmarkslista
- Fremskrittspartiet
- Høyre
- Johttisápmelaččaid Listu
- Kautokeino Fastboendes liste
- Midtre Nordland Tverrpolitiske Liste
- Norske Samers Riksforbund
- Várjjat Sámeálbmot Lihttu (NSR ja SáB oktasašlistu)
- Salten sameforening-NSR
- Samefolkets parti
- Samenes Folkeforbund
- Samer bosatt i Sør-Norge
- Samisk Rød Valgallianse
- Senterpartiet
- Sosialistisk Venstreparti/Sosialistalaš Gurotbellodat
- Venstre
- Åarjel læstoe

## Sametingspræsidenter
- 1989-1997 Ole Henrik Magga (Norske Samers Riksforbund)
- 1997-2005 Sven-Roald Nystø (Norske Samers Riksforbund)
- 2005-2007 Aili Keskitalo (Norske Samers Riksforbund)
- 2007-2009 Egil Olli (Arbeiderpartiet)

## Fagkomitéer
Sametinget har fire fagkomitéer. 
- Kontrol- og konstitutionskomiteen
- Plan- og finanskomiteen
- Opvækst- og uddannelseskomiteen
- Erhvervs- og kulturkomiteen